# Fußball-Weltmeisterschaft 2002/Finalrunde
Dieser Artikel listet die Finalrunde der Fußball-Weltmeisterschaft 2002 vom 31. Mai bis zum 30. Juni 2002 in Japan und in Südkorea.  Nach der Vorrunde mit 32 Mannschaften blieben 16 Teams für die finale Ausscheidung. Es folgen Spielpaarungen,  Resultate mit Torfolge und Torschützen der Finalrunde der Fußball-Weltmeisterschaft 2002 und Mannschaftsausstellungen:

## Übersicht
Mit dem Ende der Gruppenphase waren 16 Mannschaften für die Finalrunde qualifiziert:
| Gruppe A    | Gruppe B    | Gruppe C     | Gruppe D    |
| ----------- | ----------- | ------------ | ----------- |
| 1. Dänemark | 1. Spanien  | 1. Brasilien | 1. Südkorea |
| 2. Senegal  | 2. Paraguay | 2. Türkei    | 2. USA      |

| Gruppe E       | Gruppe F    | Gruppe G   | Gruppe H   |
| -------------- | ----------- | ---------- | ---------- |
| 1. Deutschland | 1. Schweden | 1. Mexiko  | 1. Japan   |
| 2. Irland      | 2. England  | 2. Italien | 2. Belgien |

### Spielplan Finalrunde
|  | Achtelfinale    | Achtelfinale |             |         | Viertelfinale    | Viertelfinale |  |  | Halbfinale | Halbfinale |  |  | Finale | Finale |
|  |                 |              |             |         |                  |               |  |  |            |            |  |  |        |        |
|  |                 |              |             |         |                  |               |  |  |            |            |  |  |        |        |
|  | A1: Dänemark    | 0            |             |         |                  |               |  |  |            |            |  |  |        |        |
|  | A1: Dänemark    | 0            |             |         |                  |               |  |  |            |            |  |  |        |        |
|  | F2: England     | 3            |             |         |                  |               |  |  |            |            |  |  |        |        |
|  | F2: England     | 3            | England     | 1       |                  |               |  |  |            |            |  |  |        |        |
|  |                 |              | England     | 1       |                  |               |  |  |            |            |  |  |        |        |
|  |                 | Brasilien    | 2           |         |                  |               |  |  |            |            |  |  |        |        |
|  | C1: Brasilien   | Brasilien    | 2           | 2       |                  |               |  |  |            |            |  |  |        |        |
|  | C1: Brasilien   |              |             | 2       |                  |               |  |  |            |            |  |  |        |        |
|  | H2: Belgien     | 0            |             |         |                  |               |  |  |            |            |  |  |        |        |
|  | H2: Belgien     | 0            | Brasilien   | 1       |                  |               |  |  |            |            |  |  |        |        |
|  |                 |              | Brasilien   | 1       |                  |               |  |  |            |            |  |  |        |        |
|  |                 | Türkei       | 0           |         |                  |               |  |  |            |            |  |  |        |        |
|  | F1: Schweden    | Türkei       | 0           | 1       |                  |               |  |  |            |            |  |  |        |        |
|  | F1: Schweden    |              |             | 1       |                  |               |  |  |            |            |  |  |        |        |
|  | A2: Senegal     | 121          |             |         |                  |               |  |  |            |            |  |  |        |        |
|  | A2: Senegal     | 121          | Senegal     | 0       |                  |               |  |  |            |            |  |  |        |        |
|  |                 |              | Senegal     | 0       |                  |               |  |  |            |            |  |  |        |        |
|  |                 | Türkei       | 1           |         |                  |               |  |  |            |            |  |  |        |        |
|  | H1: Japan       | Türkei       | 1           | 0       |                  |               |  |  |            |            |  |  |        |        |
|  | H1: Japan       |              |             | 0       |                  |               |  |  |            |            |  |  |        |        |
|  | C2: Türkei      | 1            |             |         |                  |               |  |  |            |            |  |  |        |        |
|  | C2: Türkei      | 1            | Brasilien   | 2       |                  |               |  |  |            |            |  |  |        |        |
|  |                 |              | Brasilien   | 2       |                  |               |  |  |            |            |  |  |        |        |
|  |                 | Deutschland  | 0           |         |                  |               |  |  |            |            |  |  |        |        |
|  | B1: Spanien     | Deutschland  | 0           | 21 (3)2 |                  |               |  |  |            |            |  |  |        |        |
|  | B1: Spanien     |              |             | 21 (3)2 |                  |               |  |  |            |            |  |  |        |        |
|  | E2: Irland      | 1 (2)        |             |         |                  |               |  |  |            |            |  |  |        |        |
|  | E2: Irland      | 1 (2)        | Spanien     | 0 (3)   |                  |               |  |  |            |            |  |  |        |        |
|  |                 |              | Spanien     | 0 (3)   |                  |               |  |  |            |            |  |  |        |        |
|  |                 | Südkorea     | 20 (5)2     |         |                  |               |  |  |            |            |  |  |        |        |
|  | D1: Südkorea    | Südkorea     | 20 (5)2     | 121     |                  |               |  |  |            |            |  |  |        |        |
|  | D1: Südkorea    |              |             | 121     |                  |               |  |  |            |            |  |  |        |        |
|  | G2: Italien     | 1            |             |         |                  |               |  |  |            |            |  |  |        |        |
|  | G2: Italien     | 1            | Südkorea    | 0       |                  |               |  |  |            |            |  |  |        |        |
|  |                 |              | Südkorea    | 0       |                  |               |  |  |            |            |  |  |        |        |
|  |                 | Deutschland  | 1           |         |                  |               |  |  |            |            |  |  |        |        |
|  | E1: Deutschland | Deutschland  | 1           | 1       |                  |               |  |  |            |            |  |  |        |        |
|  | E1: Deutschland |              |             | 1       |                  |               |  |  |            |            |  |  |        |        |
|  | B2: Paraguay    | 0            |             |         |                  |               |  |  |            |            |  |  |        |        |
|  | B2: Paraguay    | 0            | Deutschland | 1       |                  |               |  |  |            |            |  |  |        |        |
|  |                 |              | Deutschland | 1       | Spiel um Platz 3 |               |  |  |            |            |  |  |        |        |
|  |                 | USA          | 0           |         |                  |               |  |  |            |            |  |  |        |        |
|  | G1: Mexiko      | USA          | 0           | 0       | Südkorea         | 2             |  |  |            |            |  |  |        |        |
|  | G1: Mexiko      |              |             | 0       | Südkorea         | 2             |  |  |            |            |  |  |        |        |
|  | D2: USA         | 2            |             | Türkei  | 3                |               |  |  |            |            |  |  |        |        |

1 Sieg nach Golden Goal
2 Sieg im Elfmeterschießen

## Achtelfinale

### Deutschland – Paraguay 1:0 (0:0)
| Deutschland                                        | Deutschland | Paraguay | Paraguay |
| -------------------------------------------------- | --- | --- | -------- |
| Deutschland                                        | \| 1. Achtelfinale \| \| 15. Juni 2002 in Seogwipo (Jeju-World-Cup-Stadion) \| \| Zuschauer: 25.176 \| \| Schiedsrichter: Carlos Batres ( Guatemala) \| \| Spielbericht \|                                                                                           | \| 1. Achtelfinale \| \| 15. Juni 2002 in Seogwipo (Jeju-World-Cup-Stadion) \| \| Zuschauer: 25.176 \| \| Schiedsrichter: Carlos Batres ( Guatemala) \| \| Spielbericht \| | Paraguay |
| Deutschland                                        | Oliver Kahn – Torsten Frings, Marko Rehmer (46. Sebastian Kehl), Thomas Linke, Christoph Metzelder (60. Frank Baumann) – Bernd Schneider, Jens Jeremies, Michael Ballack, Marco Bode – Oliver Neuville (90.+2' Gerald Asamoah), Miroslav Klose Teamchef: Rudi Völler | José Luis Chilavert – Francisco Arce, Julio César Cáceres, Celso Ayala, Carlos Gamarra, Denis Caniza – Roberto Acuña, Estanislao Struway (90.+1' Nelson Cuevas), Carlos Bonet – José Cardozo, Roque Santa Cruz (29. Jorge Luis Campos) Cheftrainer: Cesare Maldini ( Italien) | Paraguay |
| Deutschland                                        | 1:0 Neuville (88.) | | Paraguay |
| Deutschland                                        | Schneider (35.), Baumann (71.), Ballack (90.+2') | Cardozo (50.) | Paraguay |
| Deutschland                                        | Acuña (90.+2') | | Paraguay |
| Deutschland                                        | Spieler des Spiels: Jens Jeremies (Deutschland) | | Paraguay |
| 1. Achtelfinale                                    | | |          |
| 15. Juni 2002 in Seogwipo (Jeju-World-Cup-Stadion) | | |          |
| Zuschauer: 25.176                                  | | |          |
| Schiedsrichter: Carlos Batres ( Guatemala)         | | |          |
| Spielbericht                                       | | |          |

### Dänemark – England 0:3 (0:3)
| Dänemark                                            | Dänemark | England | England |
| --------------------------------------------------- | --- | --- | ------- |
| Dänemark                                            | \| 2. Achtelfinale \| \| 15. Juni 2002 in Niigata (Niigata-Big-Swan-Stadion) \| \| Zuschauer: 40.582 \| \| Schiedsrichter: Markus Merk ( Deutschland) \| \| Spielbericht \|                                                                          | \| 2. Achtelfinale \| \| 15. Juni 2002 in Niigata (Niigata-Big-Swan-Stadion) \| \| Zuschauer: 40.582 \| \| Schiedsrichter: Markus Merk ( Deutschland) \| \| Spielbericht \|                                                                                             | England |
| Dänemark                                            | Thomas Sørensen – Thomas Helveg (7. Kasper Bøgelund), Martin Laursen, René Henriksen , Niclas Jensen – Stig Tøfting (58. Claus Jensen), Thomas Gravesen – Jon Dahl Tomasson – Dennis Rommedahl, Ebbe Sand, Jesper Grønkjær Cheftrainer: Morten Olsen | David Seaman – Danny Mills, Rio Ferdinand, Sol Campbell, Ashley Cole – David Beckham , Paul Scholes (49. Kieron Dyer), Nicky Butt, Trevor Sinclair – Michael Owen (46. Robbie Fowler), Emile Heskey (69. Teddy Sheringham) Cheftrainer: Sven-Göran Eriksson ( Schweden) | England |
| Dänemark                                            | 0:1 Ferdinand (5.) 0:2 Owen (22.) 0:3 Heskey (44.) | | England |
| Dänemark                                            | Tøfting (24.) | Mills (50.) | England |
| Dänemark                                            | Spieler des Spiels: Rio Ferdinand (England) | | England |
| 2. Achtelfinale                                     | | |         |
| 15. Juni 2002 in Niigata (Niigata-Big-Swan-Stadion) | | |         |
| Zuschauer: 40.582                                   | | |         |
| Schiedsrichter: Markus Merk ( Deutschland)          | | |         |
| Spielbericht                                        | | |         |

### Schweden – Senegal 1:2 n.GG. (1:1, 1:1)
| Schweden                                  | Schweden | Senegal | Senegal |
| ----------------------------------------- | --- | --- | ------- |
| Schweden                                  | \| 3. Achtelfinale \| \| 16. Juni 2002 in Ōita (Ōita Stadium) \| \| Zuschauer: 39.747 \| \| Schiedsrichter: Ubaldo Aquino ( Paraguay) \| \| Spielbericht \| | \| 3. Achtelfinale \| \| 16. Juni 2002 in Ōita (Ōita Stadium) \| \| Zuschauer: 39.747 \| \| Schiedsrichter: Ubaldo Aquino ( Paraguay) \| \| Spielbericht \|                                                          | Senegal |
| Schweden                                  | Magnus Hedman – Olof Mellberg, Johan Mjällby , Andreas Jakobsson, Teddy Lučić – Niclas Alexandersson (76. Zlatan Ibrahimović), Anders Svensson, Tobias Linderoth, Magnus Svensson (99. Mattias Jonson) – Marcus Allbäck (65. Andreas Andersson), Henrik Larsson Cheftrainer: Tommy Söderberg | Tony Sylva – Ferdinand Coly, Lamine Diatta, Pape Malick Diop (66. Habib Beye), Omar Daf – Papa Bouba Diop, Aliou Cissé , Amdy Faye – Henri Camara, Pape Thiaw, El Hadji Diouf Cheftrainer: Bruno Metsu ( Frankreich) | Senegal |
| Schweden                                  | 1:0 Larsson (11.) | 1:1 Camara (37.) 1:2 Camara (104., Golden Goal) | Senegal |
| Schweden                                  | Thiaw (4.), Coly (73.) | | Senegal |
| Schweden                                  | Spieler des Spiels: Henri Camara (Senegal) | | Senegal |
| 3. Achtelfinale                           | | |         |
| 16. Juni 2002 in Ōita (Ōita Stadium)      | | |         |
| Zuschauer: 39.747                         | | |         |
| Schiedsrichter: Ubaldo Aquino ( Paraguay) | | |         |
| Spielbericht                              | | |         |

### Spanien – Irland 1:1 n.V. (1:1, 1:0), 3:2 i.E.
| Spanien                                          | Spanien | Irland | Irland |
| ------------------------------------------------ | --- | --- | ------ |
| Spanien                                          | \| 4. Achtelfinale \| \| 16. Juni 2002 in Suwon (Suwon-World-Cup-Stadion) \| \| Zuschauer: 38.926 \| \| Schiedsrichter: Anders Frisk ( Schweden) \| \| Spielbericht \|                                                                                               | \| 4. Achtelfinale \| \| 16. Juni 2002 in Suwon (Suwon-World-Cup-Stadion) \| \| Zuschauer: 38.926 \| \| Schiedsrichter: Anders Frisk ( Schweden) \| \| Spielbericht \|                                                                         | Irland |
| Spanien                                          | Iker Casillas – Carles Puyol, Fernando Hierro , Iván Helguera, Juanfran – Luis Enrique, Rubén Baraja, Juan Carlos Valerón, Javier de Pedro (66. Gaizka Mendieta) – Fernando Morientes (72. David Albelda), Raúl (80. Albert Luque) Cheftrainer: José Antonio Camacho | Shay Given – Steve Finnan, Gary Breen, Steve Staunton (50. Kenny Cunningham), Ian Harte (82. David Connolly) – Gary Kelly (55. Niall Quinn), Matt Holland, Mark Kinsella, Kevin Kilbane – Robbie Keane, Damien Duff Cheftrainer: Mick McCarthy | Irland |
| Spanien                                          | 1:0 Morientes (8.) | 1:1 Keane (90., Foulelfmeter) | Irland |
| Spanien                                          | Elfmeterschießen | | Irland |
| Spanien                                          | 1:1 Hierro 2:1 Baraja Juanfran schießt neben das Tor Valerón schießt neben das Tor 3:2 Mendieta | 0:1 Keane Holland schießt neben das Tor Casillas hält gegen Connolly Casillas hält gegen Kilbane 2:2 Finnan | Irland |
| Spanien                                          | Morientes (8.), Baraja (87.), Hierro (89.) | | Irland |
| Spanien                                          | Spieler des Spiels: Iker Casillas (Spanien) | | Irland |
| 4. Achtelfinale                                  | | |        |
| 16. Juni 2002 in Suwon (Suwon-World-Cup-Stadion) | | |        |
| Zuschauer: 38.926                                | | |        |
| Schiedsrichter: Anders Frisk ( Schweden)         | | |        |
| Spielbericht                                     | | |        |

### Mexiko – USA 0:2 (0:1)
| Mexiko                                             | Mexiko | USA | USA |
| -------------------------------------------------- | --- | --- | --- |
| Mexiko                                             | \| 5. Achtelfinale \| \| 17. Juni 2002 in Jeonju (Jeonju-World-Cup-Stadion) \| \| Zuschauer: 36.380 \| \| Schiedsrichter: Vítor Melo Pereira ( Portugal) \| \| Spielbericht \| | \| 5. Achtelfinale \| \| 17. Juni 2002 in Jeonju (Jeonju-World-Cup-Stadion) \| \| Zuschauer: 36.380 \| \| Schiedsrichter: Vítor Melo Pereira ( Portugal) \| \| Spielbericht \|                                                                           | USA |
| Mexiko                                             | Óscar Pérez Rojas – Salvador Carmona, Rafael Márquez , Manuel Vidrio (46. Sigifredo Mercado) – Gerardo Torrado (78. Alberto García Aspe) – Jesús Arellano, Braulio Luna, Johan Rodríguez, Ramón Morales (28. Luis Hernández) – Jared Borgetti, Cuauhtémoc Blanco Cheftrainer: Javier Aguirre | Brad Friedel – Tony Sanneh, Eddie Pope, Gregg Berhalter – Claudio Reyna , John O’Brien, Pablo Mastroeni (90.+2' Carlos Llamosa), Eddie Lewis – Landon Donovan – Josh Wolff (59. Earnie Stewart), Brian McBride (79. Cobi Jones) Cheftrainer: Bruce Arena | USA |
| Mexiko                                             | 0:1 McBride (8.) 0:2 Donovan (65.) | | USA |
| Mexiko                                             | Vidrio (37.), Hernández (67.), Blanco (70.), García Aspe (81.), Carmona (84.) | Pope (26.), Mastroeni (47.), Wolff (50.), Berhalter (53.), Friedel (83.) | USA |
| Mexiko                                             | Márquez (88.) | | USA |
| Mexiko                                             | Spieler des Spiels: Landon Donovan (USA) | | USA |
| 5. Achtelfinale                                    | | |     |
| 17. Juni 2002 in Jeonju (Jeonju-World-Cup-Stadion) | | |     |
| Zuschauer: 36.380                                  | | |     |
| Schiedsrichter: Vítor Melo Pereira ( Portugal)     | | |     |
| Spielbericht                                       | | |     |

### Brasilien – Belgien 2:0 (0:0)
| Brasilien                                    | Brasilien | Belgien | Belgien |
| -------------------------------------------- | --- | --- | ------- |
| Brasilien                                    | \| 6. Achtelfinale \| \| 17. Juni 2002 in Kōbe (Kobe Wing Stadium) \| \| Zuschauer: 40.440 \| \| Schiedsrichter: Peter Prendergast ( Jamaika) \| \| Spielbericht \|                                               | \| 6. Achtelfinale \| \| 17. Juni 2002 in Kōbe (Kobe Wing Stadium) \| \| Zuschauer: 40.440 \| \| Schiedsrichter: Peter Prendergast ( Jamaika) \| \| Spielbericht \|                                                          | Belgien |
| Brasilien                                    | Marcos – Lúcio, Edmílson, Roque Júnior – Cafu , Juninho Paulista (57. Denílson), Gilberto Silva, Roberto Carlos – Ronaldinho (81. Kléberson), Rivaldo (90. Ricardinho) – Ronaldo Cheftrainer: Luiz Felipe Scolari | Geert De Vlieger – Jacky Peeters (72. Wesley Sonck), Daniel Van Buyten, Timmy Simons, Nico Van Kerckhoven – Gert Verheyen, Yves Vanderhaeghe, Johan Walem, Bart Goor – Marc Wilmots , Mbo Mpenza Cheftrainer: Robert Waseige | Belgien |
| Brasilien                                    | 1:0 Rivaldo (67.) 2:0 Ronaldo (87.) | | Belgien |
| Brasilien                                    | Roberto Carlos (28.) | Vanderhaeghe (24.) | Belgien |
| Brasilien                                    | Spieler des Spiels: Rivaldo (Brasilien) | | Belgien |
| 6. Achtelfinale                              | | |         |
| 17. Juni 2002 in Kōbe (Kobe Wing Stadium)    | | |         |
| Zuschauer: 40.440                            | | |         |
| Schiedsrichter: Peter Prendergast ( Jamaika) | | |         |
| Spielbericht                                 | | |         |

### Japan – Türkei 0:1 (0:1)
| Japan                                        | Japan | Türkei | Türkei |
| -------------------------------------------- | --- | --- | ------ |
| Japan                                        | \| 7. Achtelfinale \| \| 18. Juni 2002 in Rifu (Miyagi-Stadion) \| \| Zuschauer: 45.666 \| \| Schiedsrichter: Pierluigi Collina ( Italien) \| \| Spielbericht \| | \| 7. Achtelfinale \| \| 18. Juni 2002 in Rifu (Miyagi-Stadion) \| \| Zuschauer: 45.666 \| \| Schiedsrichter: Pierluigi Collina ( Italien) \| \| Spielbericht \|                                                                                   | Türkei |
| Japan                                        | Seigō Narazaki – Naoki Matsuda, Tsuneyasu Miyamoto , Kōji Nakata – Tomokazu Myōjin, Kazuyuki Toda, Junichi Inamoto (46. Daisuke Ichikawa, 86. Hiroaki Morishima), Shinji Ono – Hidetoshi Nakata – Alex (46. Takayuki Suzuki), Akinori Nishizawa Cheftrainer: Philippe Troussier ( Frankreich) | Rüştü Reçber – Fatih Akyel, Alpay Özalan, Bülent Korkmaz, Hakan Ünsal – Ümit Davala (74. Nihat Kahveci), Tugay Kerimoğlu, Ergün Penbe – Yıldıray Baştürk (90. İlhan Mansız), Hasan Şaş (85. Tayfur Havutçu) – Hakan Şükür Cheftrainer: Şenol Güneş | Türkei |
| Japan                                        | 0:1 Davala (12.) | | Türkei |
| Japan                                        | Toda (45.) | Özalan (21.), Penbe (44.), Şükür (91.) | Türkei |
| Japan                                        | Spieler des Spiels: Alpay Özalan (Türkei) | | Türkei |
| 7. Achtelfinale                              | | |        |
| 18. Juni 2002 in Rifu (Miyagi-Stadion)       | | |        |
| Zuschauer: 45.666                            | | |        |
| Schiedsrichter: Pierluigi Collina ( Italien) | | |        |
| Spielbericht                                 | | |        |

### Südkorea – Italien 2:1 n. GG. (1:1, 0:1)
| Südkorea                                             | Südkorea | Italien | Italien |
| ---------------------------------------------------- | --- | --- | ------- |
| Südkorea                                             | \| 8. Achtelfinale \| \| 18. Juni 2002 in Daejeon (Daejeon-World-Cup-Stadion) \| \| Zuschauer: 38.588 \| \| Schiedsrichter: Byron Moreno ( Ecuador) \| \| Spielbericht \|                                                                              | \| 8. Achtelfinale \| \| 18. Juni 2002 in Daejeon (Daejeon-World-Cup-Stadion) \| \| Zuschauer: 38.588 \| \| Schiedsrichter: Byron Moreno ( Ecuador) \| \| Spielbericht \| | Italien |
| Südkorea                                             | Lee Woon-jae – Choi Jin-cheul, Hong Myung-bo (83. Cha Du-ri), Kim Tae-young (63. Hwang Sun-hong) – Kim Nam-il (68. Lee Chun-soo) – Song Chong-gug, Park Ji-sung, Yoo Sang-chul, Lee Young-pyo – Ahn Jung-hwan, Seol Ki-hyeon Cheftrainer: Guus Hiddink | Gianluigi Buffon – Christian Panucci, Mark Iuliano, Paolo Maldini , Francesco Coco – Gianluca Zambrotta (72. Angelo Di Livio), Cristiano Zanetti, Damiano Tommasi – Francesco Totti – Christian Vieri, Alessandro Del Piero (61. Gennaro Gattuso) Cheftrainer: Giovanni Trapattoni | Italien |
| Südkorea                                             | 1:1 Seol Ki-hyeon (88.) 2:1 Ahn Jung-hwan (117., Golden Goal) | 0:1 Vieri (18.) | Italien |
| Südkorea                                             | Kim Tae-young (17.), Song Chong-gug (80.), Lee Chun-soo (99.), Choi Jin-cheul (115.) | Coco (4.), Totti (22.), Tommasi (55.), Zanetti (59.) | Italien |
| Südkorea                                             | Totti (103.) | | Italien |
| Südkorea                                             | Buffon hält Foulelfmeter von Ahn Jung-hwan (5.) Das 0:1 war das 1.900. WM-Tor | | Italien |
| Südkorea                                             | Spieler des Spiels: Ahn Jung-hwan (Südkorea) | | Italien |
| 8. Achtelfinale                                      | | |         |
| 18. Juni 2002 in Daejeon (Daejeon-World-Cup-Stadion) | | |         |
| Zuschauer: 38.588                                    | | |         |
| Schiedsrichter: Byron Moreno ( Ecuador)              | | |         |
| Spielbericht                                         | | |         |

## Viertelfinale

### England – Brasilien 1:2 (1:1)
| England                                           | England | Brasilien | Brasilien |
| ------------------------------------------------- | --- | --- | --------- |
| England                                           | \| 1. Viertelfinale \| \| 21. Juni 2002 in Fukuroi (Shizuoka Stadium ECOPA) \| \| Zuschauer: 47.436 \| \| Schiedsrichter: Felipe Ramos ( Mexiko) \| \| Spielbericht \|                                                                                       | \| 1. Viertelfinale \| \| 21. Juni 2002 in Fukuroi (Shizuoka Stadium ECOPA) \| \| Zuschauer: 47.436 \| \| Schiedsrichter: Felipe Ramos ( Mexiko) \| \| Spielbericht \|   | Brasilien |
| England                                           | David Seaman – Danny Mills, Rio Ferdinand, Sol Campbell, Ashley Cole (80. Teddy Sheringham) – David Beckham , Paul Scholes, Nicky Butt, Trevor Sinclair (56. Kieron Dyer) – Michael Owen (79. Darius Vassell), Emile Heskey Cheftrainer: Sven-Göran Eriksson | Marcos – Lúcio, Edmílson, Roque Júnior – Cafu , Kléberson, Gilberto Silva, Roberto Carlos – Ronaldinho, Rivaldo – Ronaldo (70. Edílson) Cheftrainer: Luiz Felipe Scolari | Brasilien |
| England                                           | 1:0 Owen (23.) | 1:1 Rivaldo (45.) 1:2 Ronaldinho (50.) | Brasilien |
| England                                           | Scholes (75.), Ferdinand (86.) | | Brasilien |
| England                                           | Ronaldinho (57./grobes Foulspiel) | | Brasilien |
| England                                           | Spieler des Spiels: Rivaldo (Brasilien) | | Brasilien |
| 1. Viertelfinale                                  | | |           |
| 21. Juni 2002 in Fukuroi (Shizuoka Stadium ECOPA) | | |           |
| Zuschauer: 47.436                                 | | |           |
| Schiedsrichter: Felipe Ramos ( Mexiko)            | | |           |
| Spielbericht                                      | | |           |

### Deutschland – USA 1:0 (1:0)
| Deutschland                                     | Deutschland | USA | USA |
| ----------------------------------------------- | --- | --- | --- |
| Deutschland                                     | \| 2. Viertelfinale \| \| 21. Juni 2002 in Ulsan (Munsu Football Stadium) \| \| Zuschauer: 37.337 \| \| Schiedsrichter: Hugh Dallas ( Schottland) \| \| Spielbericht \|                                                                                                 | \| 2. Viertelfinale \| \| 21. Juni 2002 in Ulsan (Munsu Football Stadium) \| \| Zuschauer: 37.337 \| \| Schiedsrichter: Hugh Dallas ( Schottland) \| \| Spielbericht \|                                                                                 | USA |
| Deutschland                                     | Oliver Kahn – Thomas Linke, Sebastian Kehl, Christoph Metzelder – Torsten Frings, Bernd Schneider (60. Jens Jeremies), Dietmar Hamann, Christian Ziege – Michael Ballack – Oliver Neuville (80. Marco Bode), Miroslav Klose (87. Oliver Bierhoff) Teamchef: Rudi Völler | Brad Friedel – Tony Sanneh, Eddie Pope, Gregg Berhalter – Pablo Mastroeni (80. Earnie Stewart) – Frankie Hejduk (65. Cobi Jones), Claudio Reyna , John O’Brien, Eddie Lewis – Landon Donovan, Brian McBride (58. Clint Mathis) Cheftrainer: Bruce Arena | USA |
| Deutschland                                     | 1:0 Ballack (39.) | | USA |
| Deutschland                                     | Kehl (66.), Jeremies (68.) | Lewis (40.), Pope (41.), Reyna (68.), Mastroeni (69.), Berhalter (70.) | USA |
| Deutschland                                     | Spieler des Spiels: Claudio Reyna (USA) | | USA |
| 2. Viertelfinale                                | | |     |
| 21. Juni 2002 in Ulsan (Munsu Football Stadium) | | |     |
| Zuschauer: 37.337                               | | |     |
| Schiedsrichter: Hugh Dallas ( Schottland)       | | |     |
| Spielbericht                                    | | |     |

### Spanien – Südkorea 0:0 n.V., 3:5 i.E.
| Spanien                                              | Spanien | Südkorea | Südkorea |
| ---------------------------------------------------- | --- | --- | -------- |
| Spanien                                              | \| 3. Viertelfinale \| \| 22. Juni 2002 in Gwangju (Gwangju World Cup Stadium) \| \| Zuschauer: 42.114 \| \| Schiedsrichter: Gamal al-Ghandour ( Ägypten) \| \| Spielbericht \|                                                                                             | \| 3. Viertelfinale \| \| 22. Juni 2002 in Gwangju (Gwangju World Cup Stadium) \| \| Zuschauer: 42.114 \| \| Schiedsrichter: Gamal al-Ghandour ( Ägypten) \| \| Spielbericht \|                                                                                           | Südkorea |
| Spanien                                              | Iker Casillas – Carles Puyol, Fernando Hierro , Miguel Ángel Nadal, Enrique Romero – Joaquin, Rubén Baraja, Iván Helguera (93. Xavi), Javier de Pedro (70. Gaizka Mendieta) – Juan Carlos Valerón (80. Luis Enrique) – Fernando Morientes Cheftrainer: José Antonio Camacho | Lee Woon-jae – Choi Jin-cheul, Hong Myung-bo , Kim Tae-young (90. Hwang Sun-hong) – Kim Nam-il (32. Lee Eul-yong) – Song Chong-gug, Park Ji-sung, Yoo Sang-chul (60. Lee Chun-soo), Lee Young-pyo – Ahn Jung-hwan, Seol Ki-hyeon Cheftrainer: Guus Hiddink ( Niederlande) | Südkorea |
| Spanien                                              | Elfmeterschießen | | Südkorea |
| Spanien                                              | 1:1 Hierro 2:2 Baraja 3:3 Xavi Lee Woon-jae hält gegen Joaquin | 0:1 Hwang Sun-hong 1:2 Park Ji-sung 2:3 Seol Ki-hyeon 3:4 Ahn Jung-hwan 3:5 Hong Myung-bo | Südkorea |
| Spanien                                              | De Pedro (53.), Morientes (110.) | Yoo Sang-chul (52.) | Südkorea |
| Spanien                                              | Spieler des Spiels: Lee Woon-jae (Südkorea) | | Südkorea |
| 3. Viertelfinale                                     | | |          |
| 22. Juni 2002 in Gwangju (Gwangju World Cup Stadium) | | |          |
| Zuschauer: 42.114                                    | | |          |
| Schiedsrichter: Gamal al-Ghandour ( Ägypten)         | | |          |
| Spielbericht                                         | | |          |

### Senegal – Türkei 0:1 n.GG.
| Senegal                                      | Senegal | Türkei | Türkei |
| -------------------------------------------- | --- | --- | ------ |
| Senegal                                      | \| 4. Viertelfinale \| \| 22. Juni 2002 in Osaka (Osaka Nagai Stadium) \| \| Zuschauer: 44.233 \| \| Schiedsrichter: Óscar Ruiz ( Kolumbien) \| \| Spielbericht \|                                        | \| 4. Viertelfinale \| \| 22. Juni 2002 in Osaka (Osaka Nagai Stadium) \| \| Zuschauer: 44.233 \| \| Schiedsrichter: Óscar Ruiz ( Kolumbien) \| \| Spielbericht \|                                                            | Türkei |
| Senegal                                      | Tony Sylva – Ferdinand Coly, Lamine Diatta, Pape Malick Diop, Omar Daf – Papa Bouba Diop, Aliou Cissé , Salif Diao – Henri Camara, El Hadji Diouf, Khalilou Fadiga Cheftrainer: Bruno Metsu ( Frankreich) | Rüştü Reçber – Fatih Akyel, Alpay Özalan, Bülent Korkmaz, Ergün Penbe – Ümit Davala, Tugay Kerimoğlu, Emre Belözoğlu (91. Arif Erdem) – Yıldıray Baştürk, Hasan Şaş – Hakan Şükür (67. İlhan Mansız) Cheftrainer: Şenol Güneş | Türkei |
| Senegal                                      | 0:1 Mansız (94., Golden Goal) | | Türkei |
| Senegal                                      | Daf (12.), Cissé (63.) | Belözoğlu (21.), Mansız (87.) | Türkei |
| Senegal                                      | Spieler des Spiels: Hasan Şaş (Türkei) | | Türkei |
| 4. Viertelfinale                             | | |        |
| 22. Juni 2002 in Osaka (Osaka Nagai Stadium) | | |        |
| Zuschauer: 44.233                            | | |        |
| Schiedsrichter: Óscar Ruiz ( Kolumbien)      | | |        |
| Spielbericht                                 | | |        |

## Halbfinale

### Deutschland – Südkorea 1:0 (0:0)
| Deutschland                                                   | Deutschland | Südkorea | Südkorea |
| ------------------------------------------------------------- | --- | --- | -------- |
| Deutschland                                                   | \| 1. Halbfinale \| \| 25. Juni 2002 um 20:30 Uhr in Seoul (Seoul World Cup Stadium) \| \| Zuschauer: 65.256 \| \| Schiedsrichter: Urs Meier ( Schweiz) \| \| Spielbericht \|                                                                                          | \| 1. Halbfinale \| \| 25. Juni 2002 um 20:30 Uhr in Seoul (Seoul World Cup Stadium) \| \| Zuschauer: 65.256 \| \| Schiedsrichter: Urs Meier ( Schweiz) \| \| Spielbericht \|                                                                                           | Südkorea |
| Deutschland                                                   | Oliver Kahn – Torsten Frings, Carsten Ramelow, Thomas Linke, Christoph Metzelder – Bernd Schneider (85. Jens Jeremies), Dietmar Hamann, Michael Ballack, Marco Bode (88. Gerald Asamoah) – Miroslav Klose (70. Oliver Bierhoff), Oliver Neuville Teamchef: Rudi Völler | Lee Woon-jae – Choi Jin-cheul (56. Lee Min-seong), Hong Myung-bo (80. Seol Ki-hyeon), Kim Tae-young – Song Chong-gug, Yoo Sang-chul, Park Ji-sung, Lee Young-pyo – Cha Du-ri, Hwang Sun-hong (54. Ahn Jung-hwan), Lee Chun-soo Cheftrainer: Guus Hiddink ( Niederlande) | Südkorea |
| Deutschland                                                   | 1:0 Ballack (75.) | | Südkorea |
| Deutschland                                                   | Ballack (71.), Neuville (85.) | Lee Min-sung (90.+4') | Südkorea |
| Deutschland                                                   | Spieler des Spiels: Michael Ballack (Deutschland) | | Südkorea |
| 1. Halbfinale                                                 | | |          |
| 25. Juni 2002 um 20:30 Uhr in Seoul (Seoul World Cup Stadium) | | |          |
| Zuschauer: 65.256                                             | | |          |
| Schiedsrichter: Urs Meier ( Schweiz)                          | | |          |
| Spielbericht                                                  | | |          |

### Brasilien – Türkei 1:0 (0:0)
| Brasilien                                               | Brasilien | Türkei | Türkei |
| ------------------------------------------------------- | --- | --- | ------ |
| Brasilien                                               | \| 2. Halbfinale \| \| 26. Juni 2002 um 20:30 Uhr in Saitama (Saitama Stadium) \| \| Zuschauer: 61.058 \| \| Schiedsrichter: Kim Milton Nielsen ( Dänemark) \| \| Spielbericht \|                          | \| 2. Halbfinale \| \| 26. Juni 2002 um 20:30 Uhr in Saitama (Saitama Stadium) \| \| Zuschauer: 61.058 \| \| Schiedsrichter: Kim Milton Nielsen ( Dänemark) \| \| Spielbericht \|                                                                 | Türkei |
| Brasilien                                               | Marcos – Lúcio, Edmílson, Roque Júnior – Cafu , Kléberson (85. Juliano Belletti), Gilberto Silva, Roberto Carlos – Rivaldo – Ronaldo (68. Luizão), Edílson (75. Denílson) Cheftrainer: Luiz Felipe Scolari | Rüştü Reçber – Fatih Akyel, Alpay Özalan, Bülent Korkmaz, Ergün Penbe – Ümit Davala (74. Mustafa İzzet), Tugay Kerimoğlu, Yıldıray Baştürk (88. Arif Erdem), Emre Belözoğlu (62. İlhan Mansız) – Hakan Şükür , Hasan Şaş Cheftrainer: Şenol Güneş | Türkei |
| Brasilien                                               | 1:0 Ronaldo (49.) | | Türkei |
| Brasilien                                               | Gilberto Silva (41.) | Tugay Kerimoğlu (59.), Hasan Şaş (90.) | Türkei |
| Brasilien                                               | Spieler des Spiels: Ronaldo (Brasilien) | | Türkei |
| 2. Halbfinale                                           | | |        |
| 26. Juni 2002 um 20:30 Uhr in Saitama (Saitama Stadium) | | |        |
| Zuschauer: 61.058                                       | | |        |
| Schiedsrichter: Kim Milton Nielsen ( Dänemark)          | | |        |
| Spielbericht                                            | | |        |

## Spiel um Platz 3

### Südkorea – Türkei 2:3 (1:3)
| Südkorea                                                      | Südkorea | Türkei | Türkei |
| ------------------------------------------------------------- | --- | --- | ------ |
| Südkorea                                                      | \| Spiel um Platz 3 \| \| 29. Juni 2002 um 20:00 Uhr in Daegu (Daegu-World-Cup-Stadion) \| \| Zuschauer: 63.483 \| \| Schiedsrichter: Saad Mane ( Kuwait) \| \| Spielbericht \|                                                                                     | \| Spiel um Platz 3 \| \| 29. Juni 2002 um 20:00 Uhr in Daegu (Daegu-World-Cup-Stadion) \| \| Zuschauer: 63.483 \| \| Schiedsrichter: Saad Mane ( Kuwait) \| \| Spielbericht \|                                                                      | Türkei |
| Südkorea                                                      | Lee Woon-jae – Yoo Sang-chul, Hong Myung-bo (46. Kim Tae-young), Lee Min-seong – Song Chong-gug, Park Ji-sung, Lee Eul-yong (65. Cha Du-ri), Lee Young-pyo – Seol Ki-hyeon (79. Choi Tae-uk), Ahn Jung-hwan, Lee Chun-soo, Cheftrainer: Guus Hiddink ( Niederlande) | Rüştü Reçber – Fatih Akyel, Alpay Özalan, Bülent Korkmaz, Ergün Penbe – Ümit Davala (76. Okan Buruk), Tugay Kerimoğlu, Yıldıray Baştürk (86. Tayfur Havutçu), Emre Belözoğlu (41. Hakan Ünsal) – Hakan Şükür , İlhan Mansız Cheftrainer: Şenol Güneş | Türkei |
| Südkorea                                                      | 1:1 Lee Eul-yong (9.) 2:3 Song Chong-gug (90.+3') | 0:1 Şükür (1.) 1:2 Mansız (13.) 1:3 Mansız (32.) | Türkei |
| Südkorea                                                      | Lee Eul-yong (23.) | Kerimoğlu (50.), Reçber (83.) | Türkei |
| Südkorea                                                      | Spieler des Spiels: Hakan Şükür (Türkei) | | Türkei |
| Spiel um Platz 3                                              | | |        |
| 29. Juni 2002 um 20:00 Uhr in Daegu (Daegu-World-Cup-Stadion) | | |        |
| Zuschauer: 63.483                                             | | |        |
| Schiedsrichter: Saad Mane ( Kuwait)                           | | |        |
| Spielbericht                                                  | | |        |

## Finale

### Deutschland – Brasilien 0:2 (0:0)
| Deutschland                                                             | Deutschland | Brasilien | Brasilien | Aufstellung                             |
| ----------------------------------------------------------------------- | --- | --- | --------- | --------------------------------------- |
| Deutschland                                                             | \| Finale \| \| 30. Juni 2002 um 20:00 Uhr in Yokohama (International Stadium Yokohama) \| \| Zuschauer: 69.029 \| \| Schiedsrichter: Pierluigi Collina ( Italien) \| \| Spielbericht \|                                                                                | \| Finale \| \| 30. Juni 2002 um 20:00 Uhr in Yokohama (International Stadium Yokohama) \| \| Zuschauer: 69.029 \| \| Schiedsrichter: Pierluigi Collina ( Italien) \| \| Spielbericht \|         | Brasilien | Aufstellung Deutschland gegen Brasilien |
| Deutschland                                                             | Oliver Kahn – Thomas Linke, Carsten Ramelow, Christoph Metzelder – Torsten Frings, Dietmar Hamann, Jens Jeremies (77. Gerald Asamoah), Marco Bode (84. Christian Ziege) – Bernd Schneider – Miroslav Klose (74. Oliver Bierhoff), Oliver Neuville Teamchef: Rudi Völler | Marcos – Lúcio, Edmílson, Roque Júnior – Cafu , Gilberto Silva, Kléberson, Roberto Carlos – Ronaldinho (85. Juninho Paulista) – Rivaldo, Ronaldo (90. Denílson) Cheftrainer: Luiz Felipe Scolari | Brasilien | Aufstellung Deutschland gegen Brasilien |
| Deutschland                                                             | 0:1 Ronaldo (67.) 0:2 Ronaldo (79.) | | Brasilien | Aufstellung Deutschland gegen Brasilien |
| Deutschland                                                             | Klose (9.) | Roque Junior (6.) | Brasilien | Aufstellung Deutschland gegen Brasilien |
| Deutschland                                                             | Spieler des Spiels: Ronaldo (Brasilien) | | Brasilien | Aufstellung Deutschland gegen Brasilien |
| Finale                                                                  | | |           |                                         |
| 30. Juni 2002 um 20:00 Uhr in Yokohama (International Stadium Yokohama) | | |           |                                         |
| Zuschauer: 69.029                                                       | | |           |                                         |
| Schiedsrichter: Pierluigi Collina ( Italien)                            | | |           |                                         |
| Spielbericht                                                            | | |           |                                         |